# Сан Карло д'Асколи (Фођа)
Сан Карло д'Асколи (итал. San Carlo d'Ascoli) је насеље у Италији у округу Фођа, региону Апулија.
Према процени из 2011. у насељу је живело 34 становника. Насеље се налази на надморској висини од 280 м.